# 戸隠山

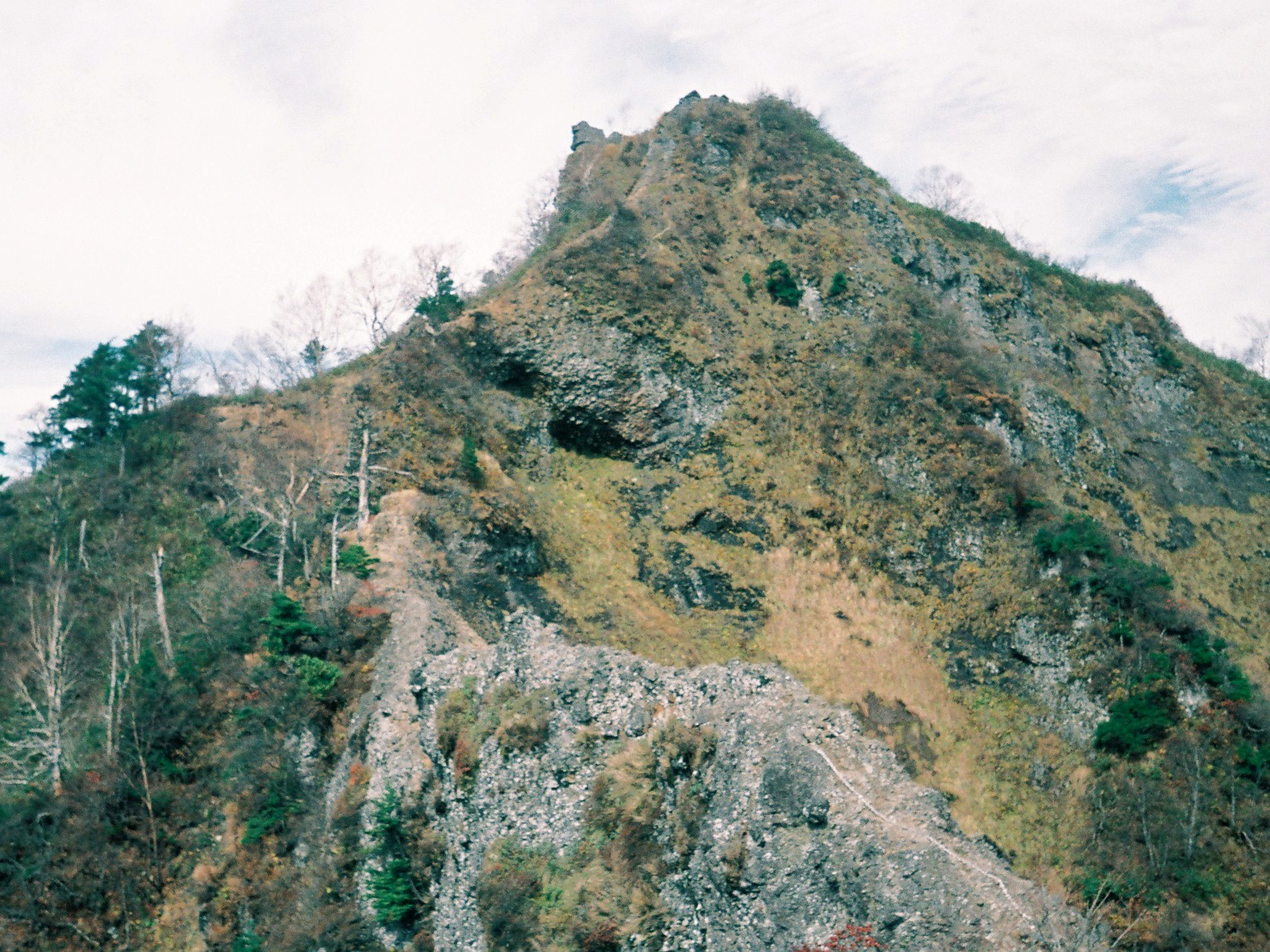
山頂付近。細い尾根が続いている。

戸隠山（とがくしやま）は、長野県長野市にある山。戸隠連峰の一峰で、標高は1,904m。400万年前から270万年前頃の新第三紀の海底火山由来の火成岩が、山体を作っていると考えられる。
信州百名山および北信五岳のひとつ。長野市の中心部から北西へ直線で20km余りの場所にあり、麓の戸隠高原には戸隠バードラインが通じる。北方約4kmには日本百名山の高妻山がある。

## 概要
古くから修験道場や戸隠流忍者の里としても知られている。中腹には戸隠神社（奥社）があり、廃仏毀釈までは聖観音菩薩を祀っていたほか、摂社に地主神の九頭龍社が祀られている。また、当山と同じく修験道場として知られる飯縄山は東南東へ直線で約10kmほどの場所にある。
全体として古い岩質で構成され脆く崩れやすい地質のため、登山の上級者向けの山とされる。登山者は山の形状が屏風形であるため切り立った崖を登るか縦走とならざるをえず、幅50cm前後しかない尾根上が登山路となり両側が断崖絶壁である「蟻の戸渡り」など危険な場所が多い。

### 名前の由来
「戸隠（とがくし）」の名は、「天照大御神（あまてらすおおみかみ）が、高天ヶ原の天の岩戸に隠れたとき、天手力雄命（たじからをのみこと）が、その岩戸をここまで投げ飛ばし、世に光を取り戻した。」との伝説による。

## 地学
戸隠山を構成する地層が形成された、400万年前から200万年前の中新世から前期更新世の間、この付近は海であった。270 万年前から 30万年前頃の間に、海底火山からのマグマの貫入と急激な隆起があり、山が形成された。山体を構成する岩石のうち、堆積岩層からは、寒流系の貝類、魚類、鯨、などの化石が見つかっている。貝の中には、戸隠地域で初めて記載された化石の1つで，ホタテガイの絶滅種「学名： Mizuhopecten tryblium（Yokoyama）、和名：シナノホタテ」（戸隠村地質化石館所蔵）などもある。

## 修験の歴史
戸隠山から高妻山に至るまでが戸隠曼陀羅と考えられ、修験の地として、高妻山の奥にある両界山付近までが古くから栄え、天台宗と真言宗が覇を競い、山に向かって奥社参道左手が真言宗の、右手が天台宗のテリトリーであったとされる。両宗派間にはいさかいが絶えなかったが、最終的に真言宗が戸隠の地を追われる結果となった。
戦国時代、信濃国とその近隣では上杉氏と武田氏が覇を競ったが、この時期の戸隠神社や飯綱神社は多くの修験者と信仰者集団を抱えており、両氏にとってぜひ味方につけたい存在であった。特に修験者は、広く各地の情報に通じていたことや、薬草の知識があったことにより従軍医師としての期待が大きかった。
明治に入り、廃仏毀釈によって全て神道に代わり現在に至っている。
戸隠修験の近年の状況だが、修験者が使用した洞窟や岩屋である「三十三窟」が山の中腹に残っており、「般若窟」「龍窟」などの名称も残っているが、修験は既に絶えていて、道も定かではなく、辿り着くのは容易ではない。
なお、廃仏毀釈以前に山内の寺院に奉られていた仏像などは近隣の村の寺院などに移され、現在も伝わり奉られている。中社地区を少し上がったペンションなどが立地する地区に「修験道別格寺公明院」という寺院があり、境内には飯縄天狗などの古い石像が多数安置されている。同院は長らく無人で質素な建物であったが、近年に改築された。

## ギャラリー

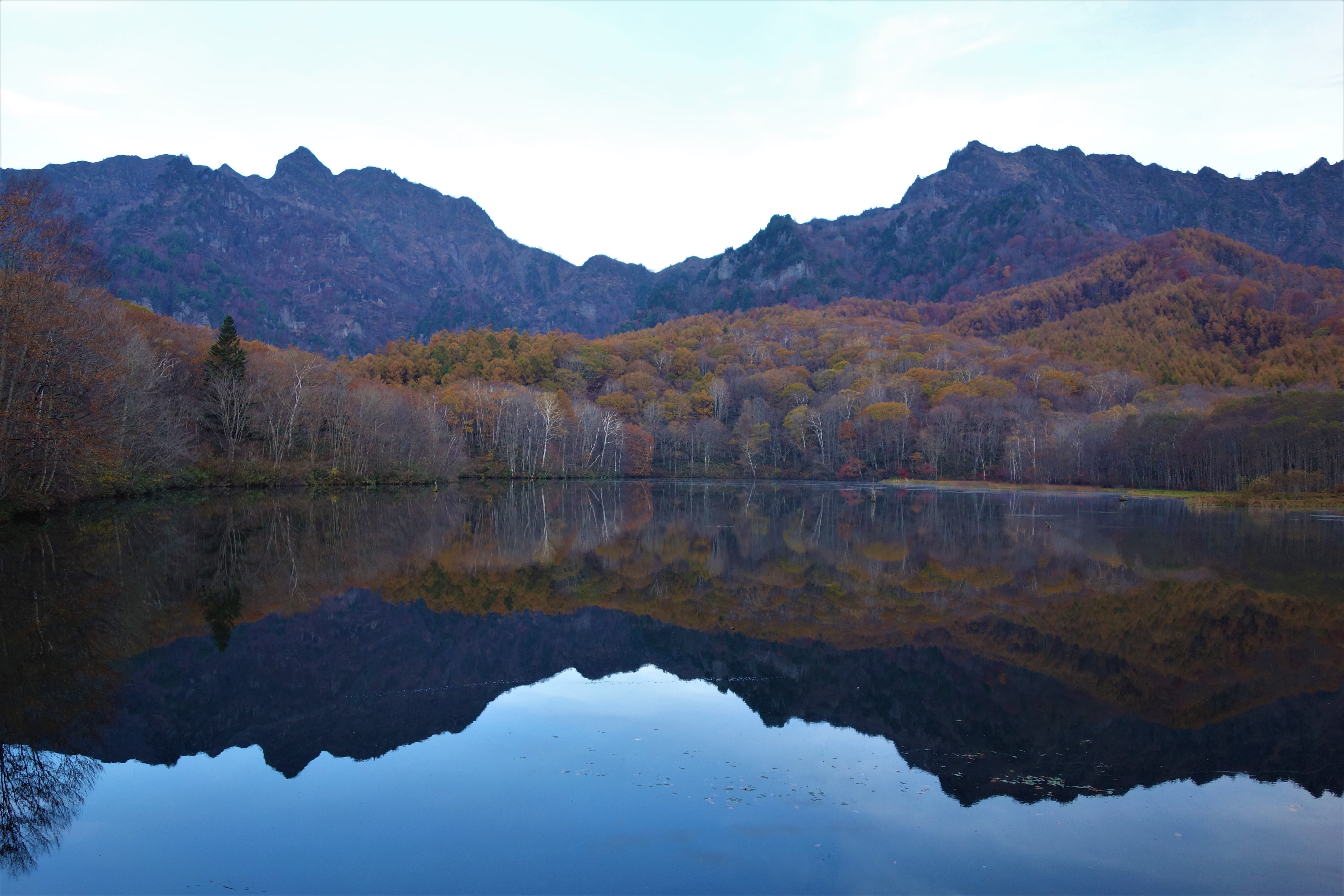
鏡池からの戸隠連峰
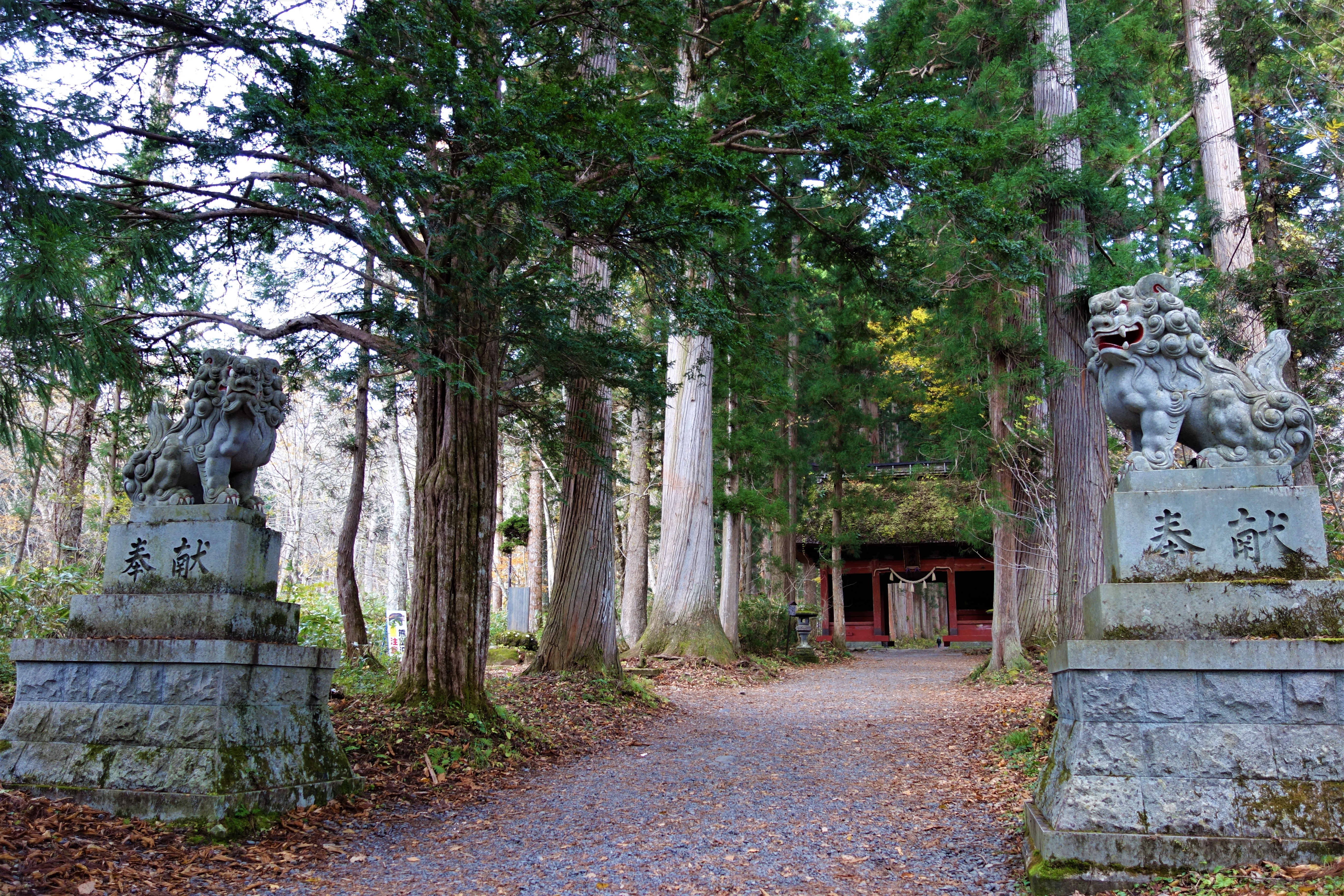
随神門
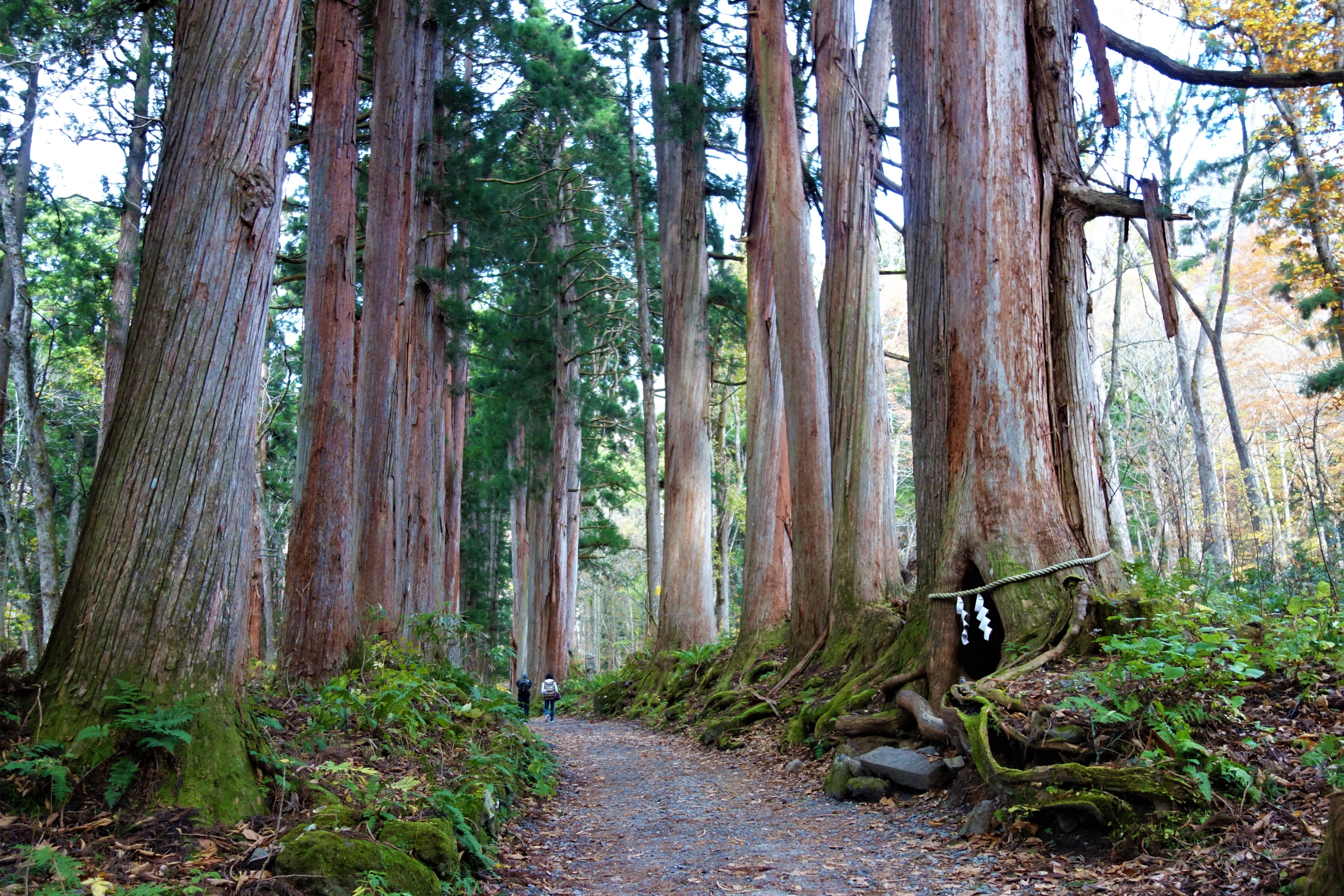
奥社へ続く杉並木
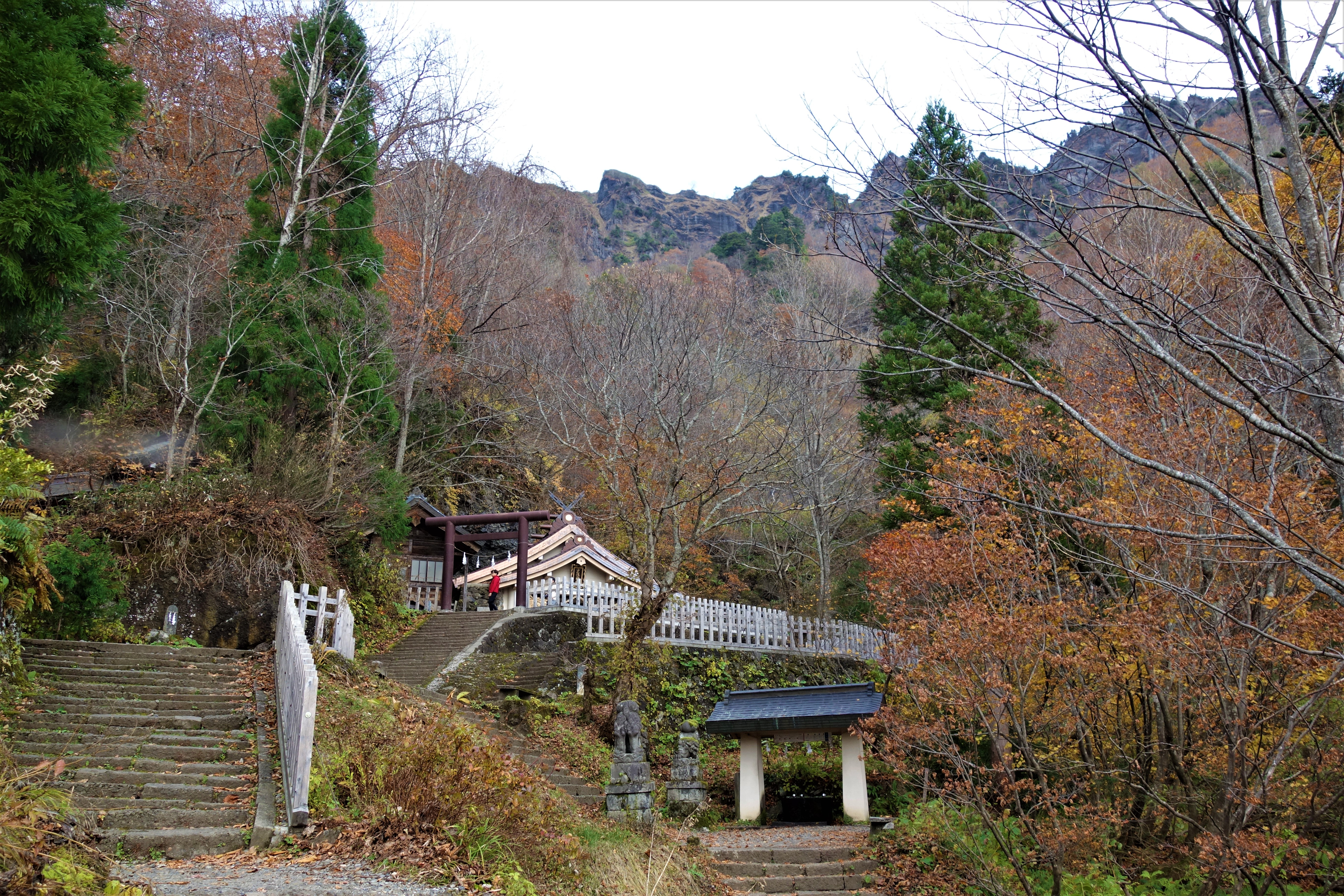
戸隠神社奥社
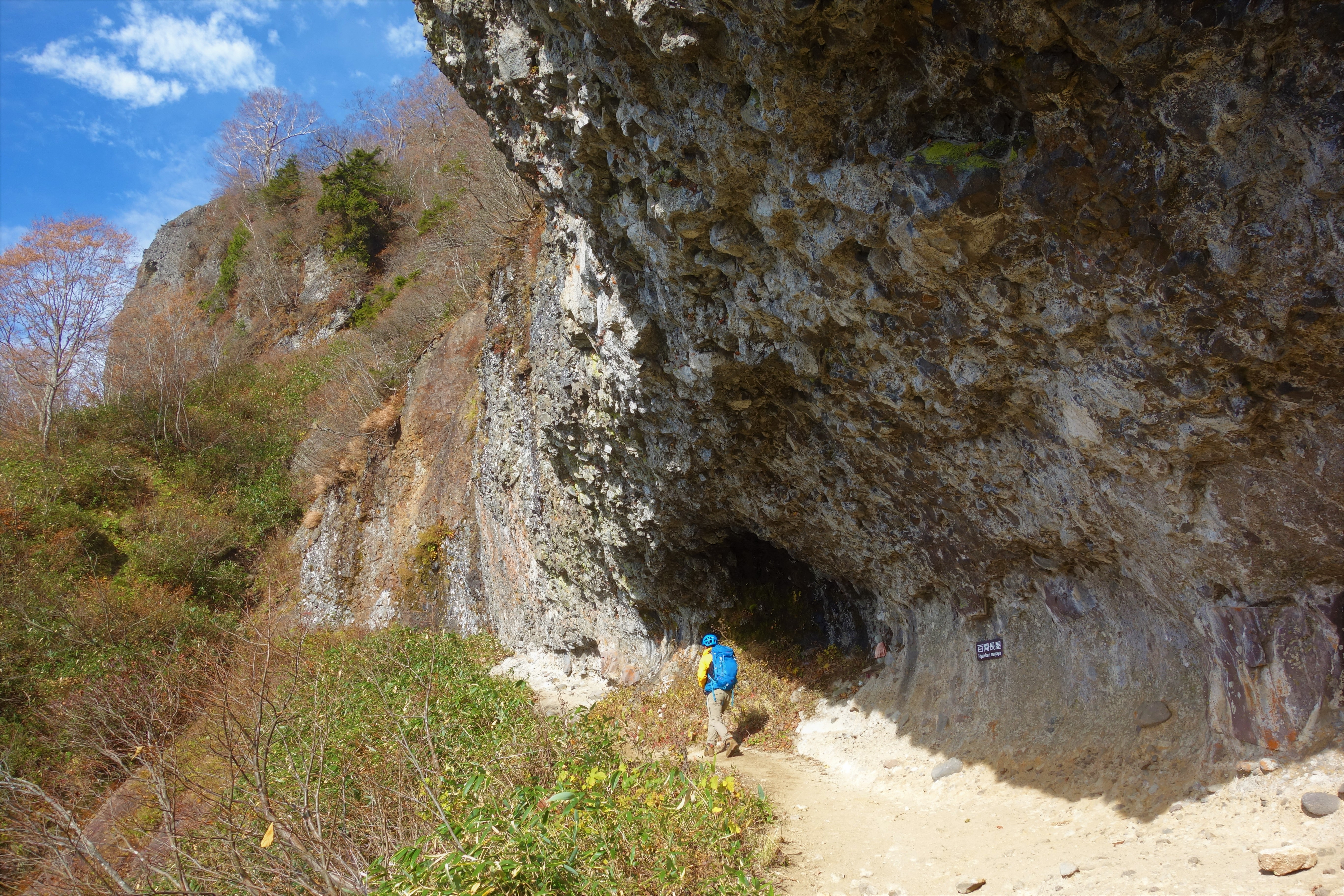
岩を庇とする百間長屋
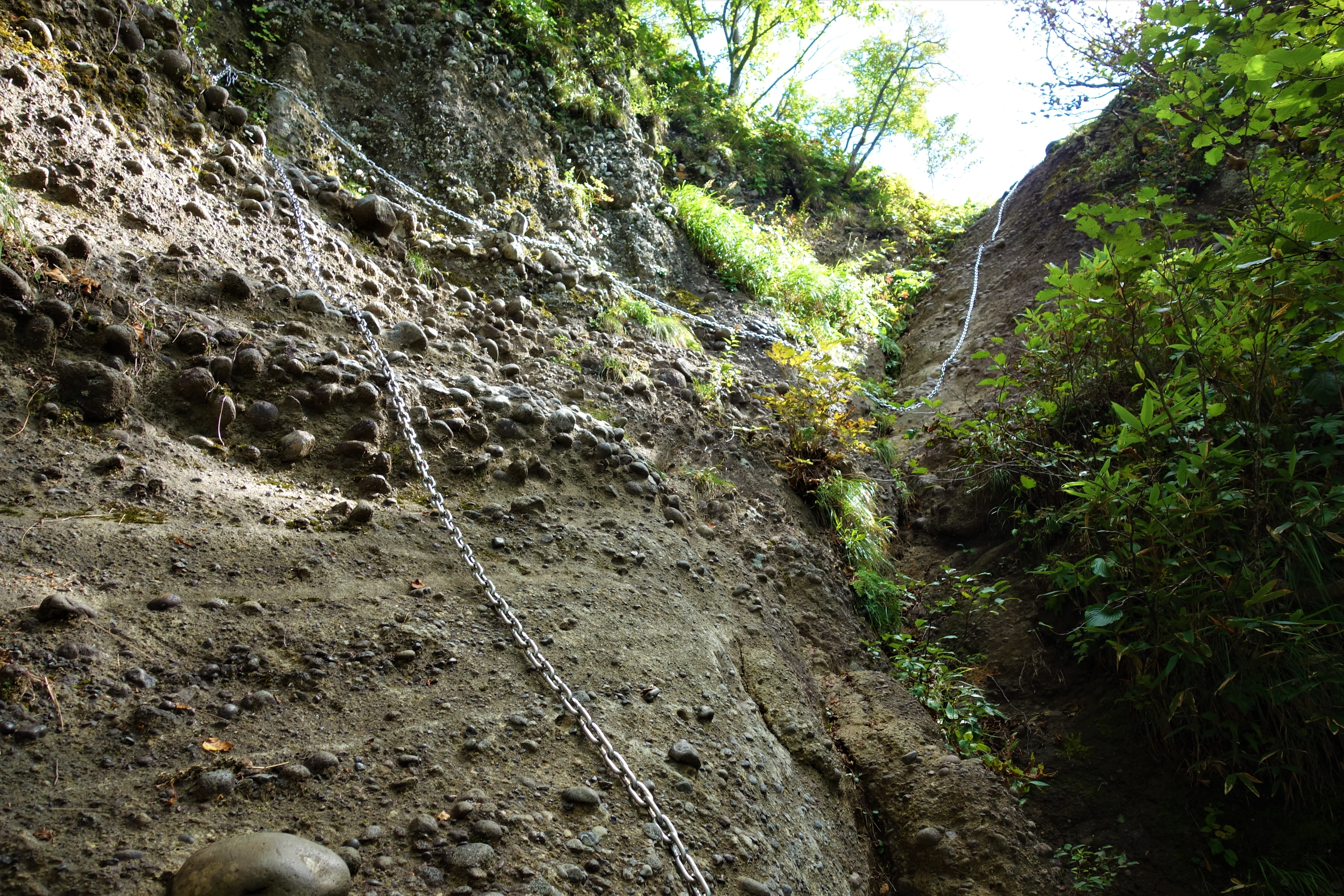
岩壁のトラバース
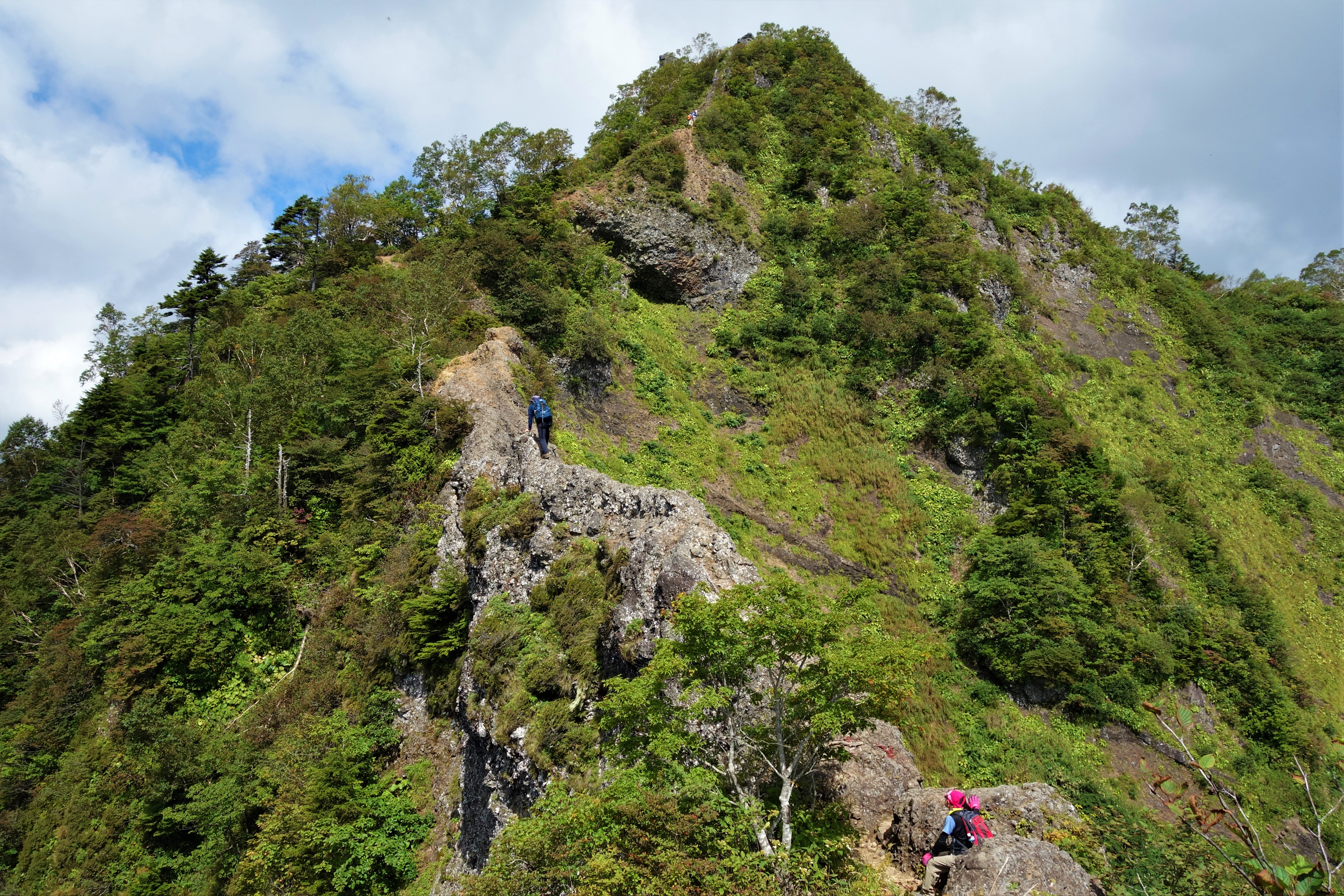
蟻の戸渡り
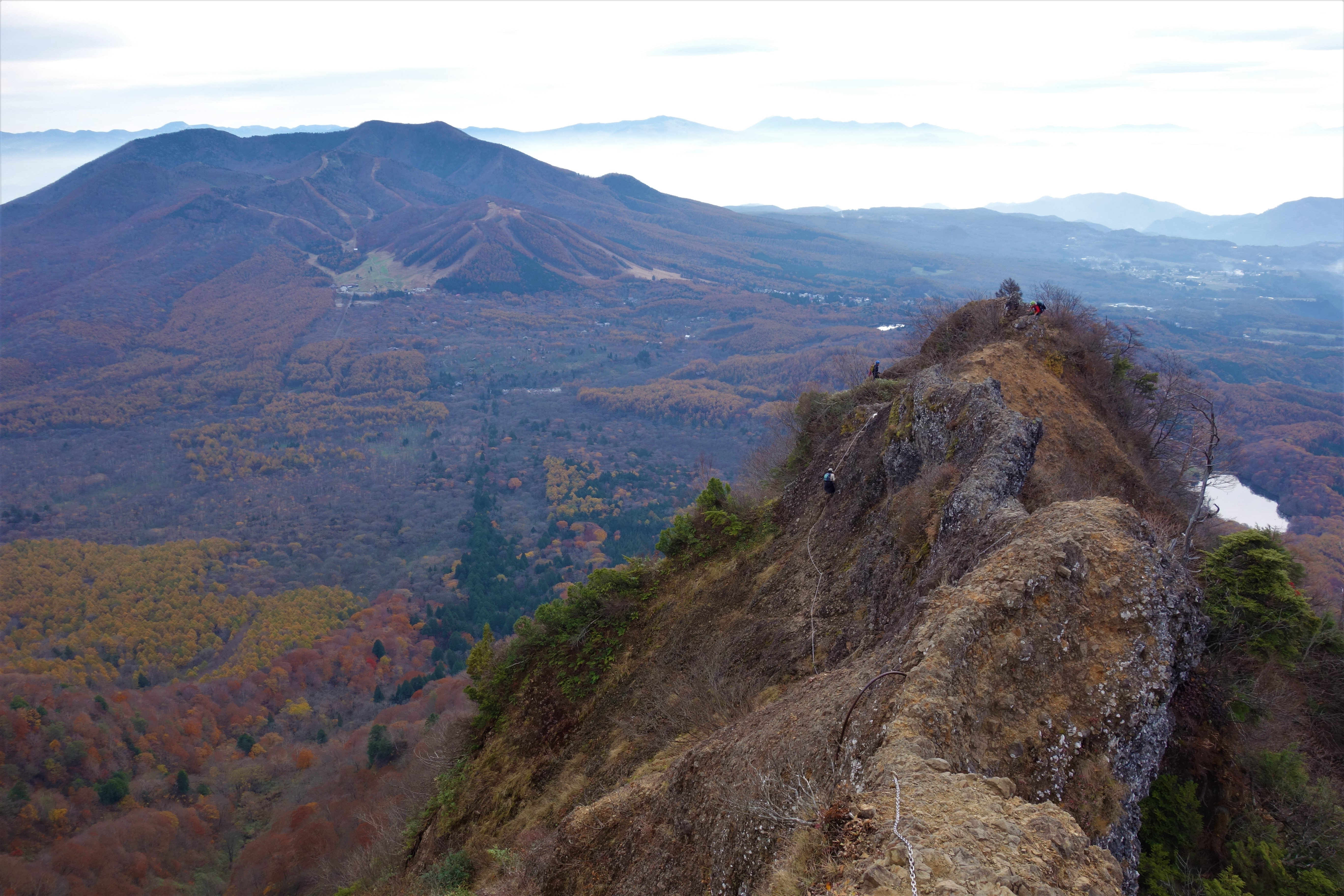
剣の刃渡りからの飯縄山
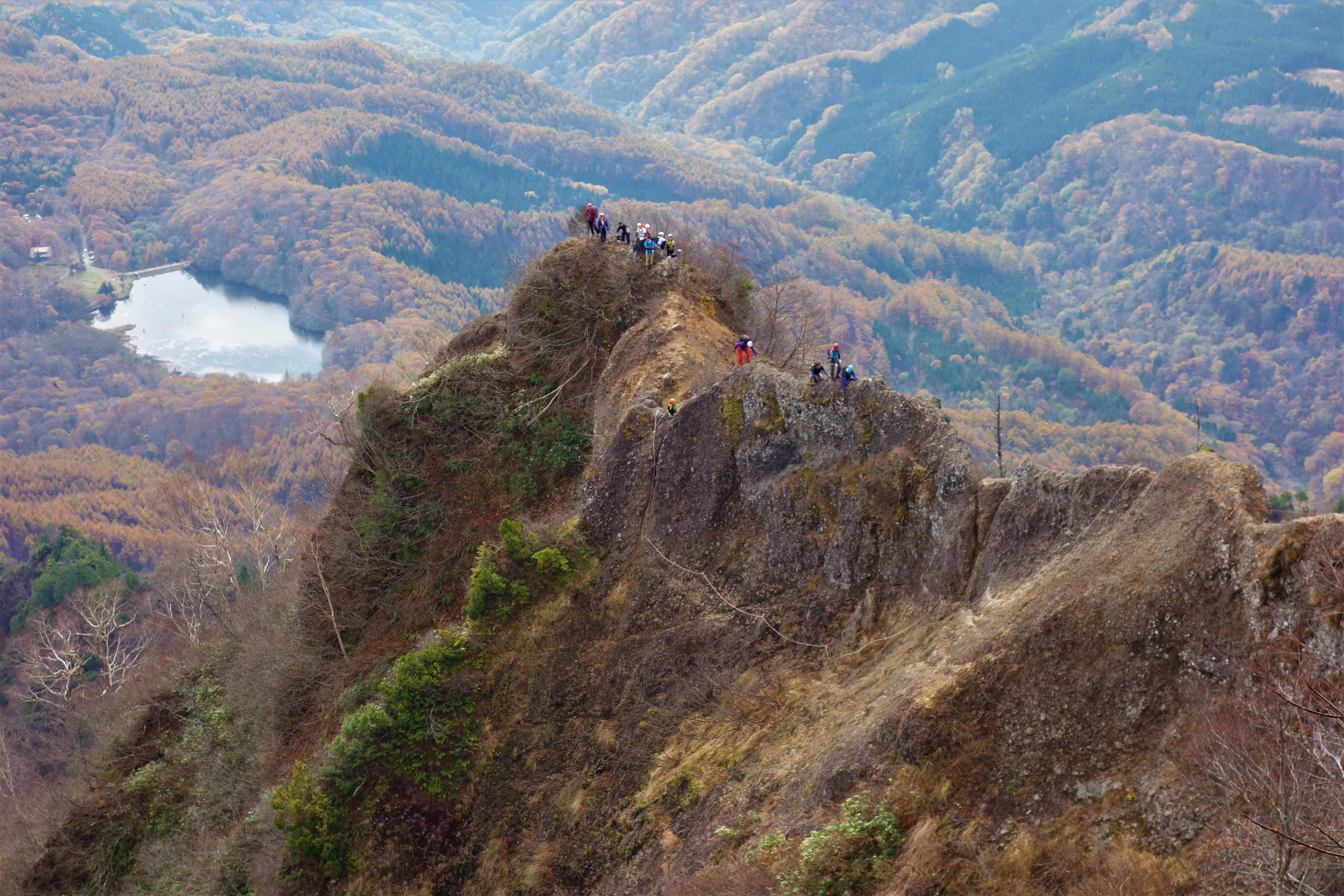
八方睨からの蟻の戸渡り
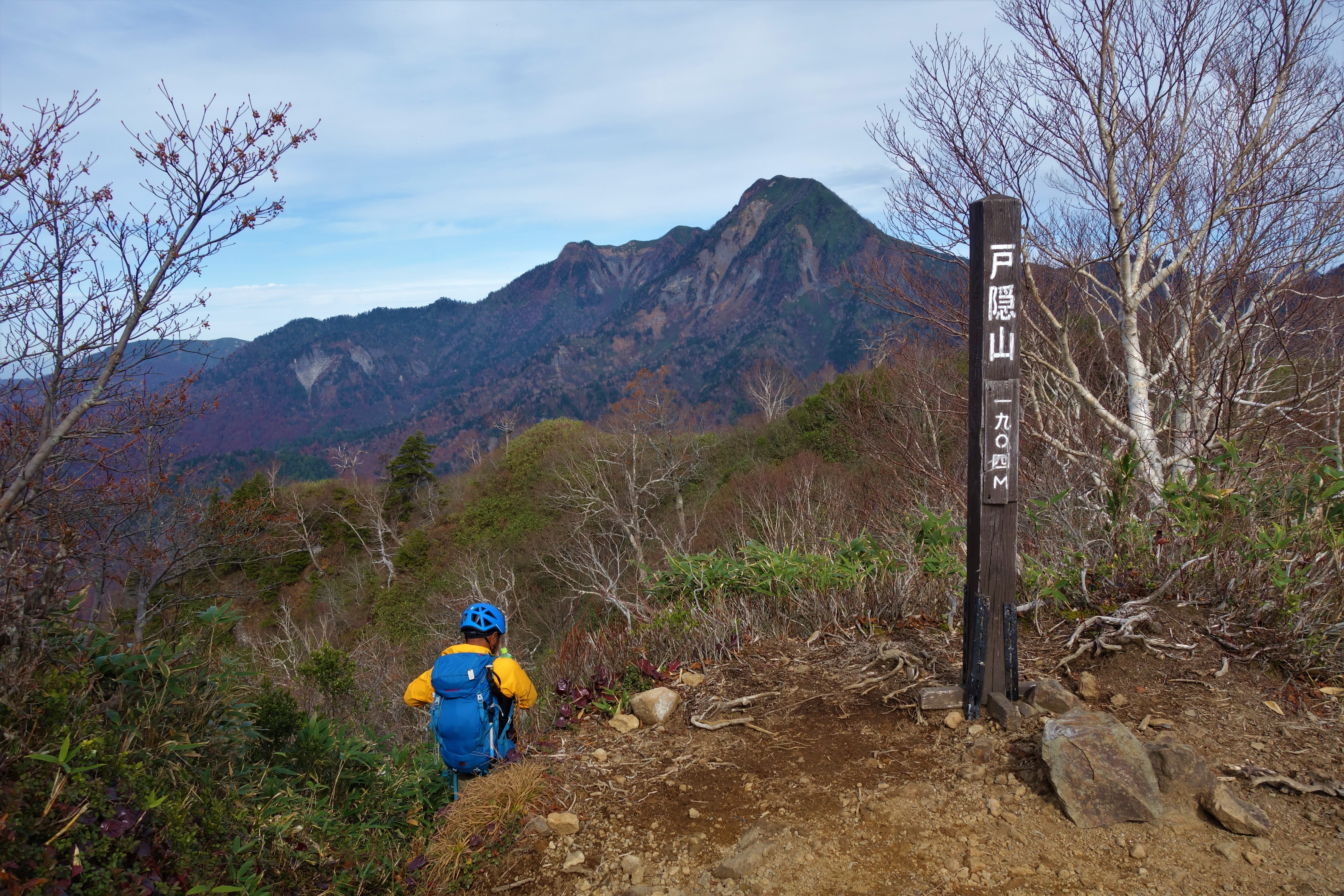
山頂からの高妻山
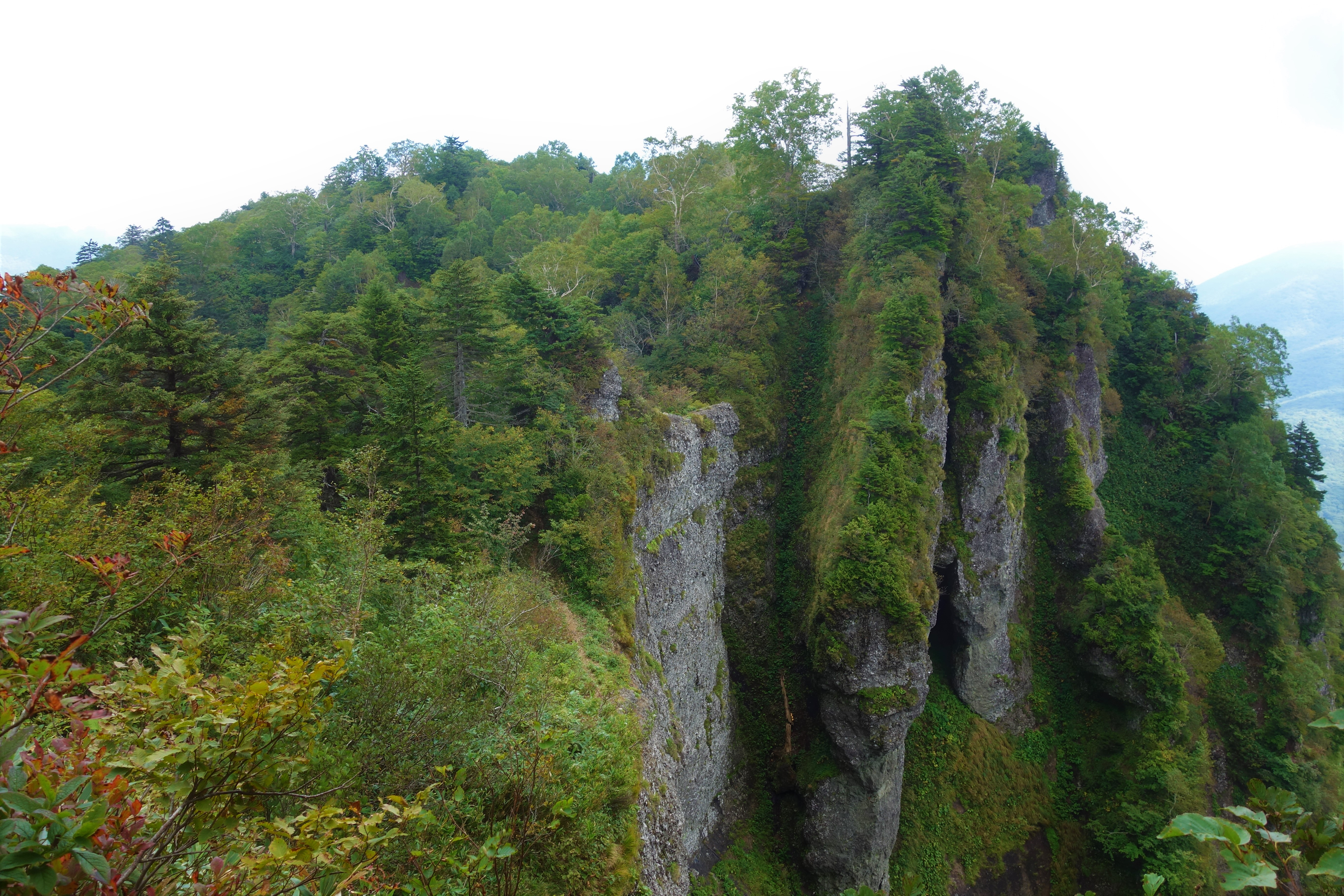
九頭龍山の岩壁
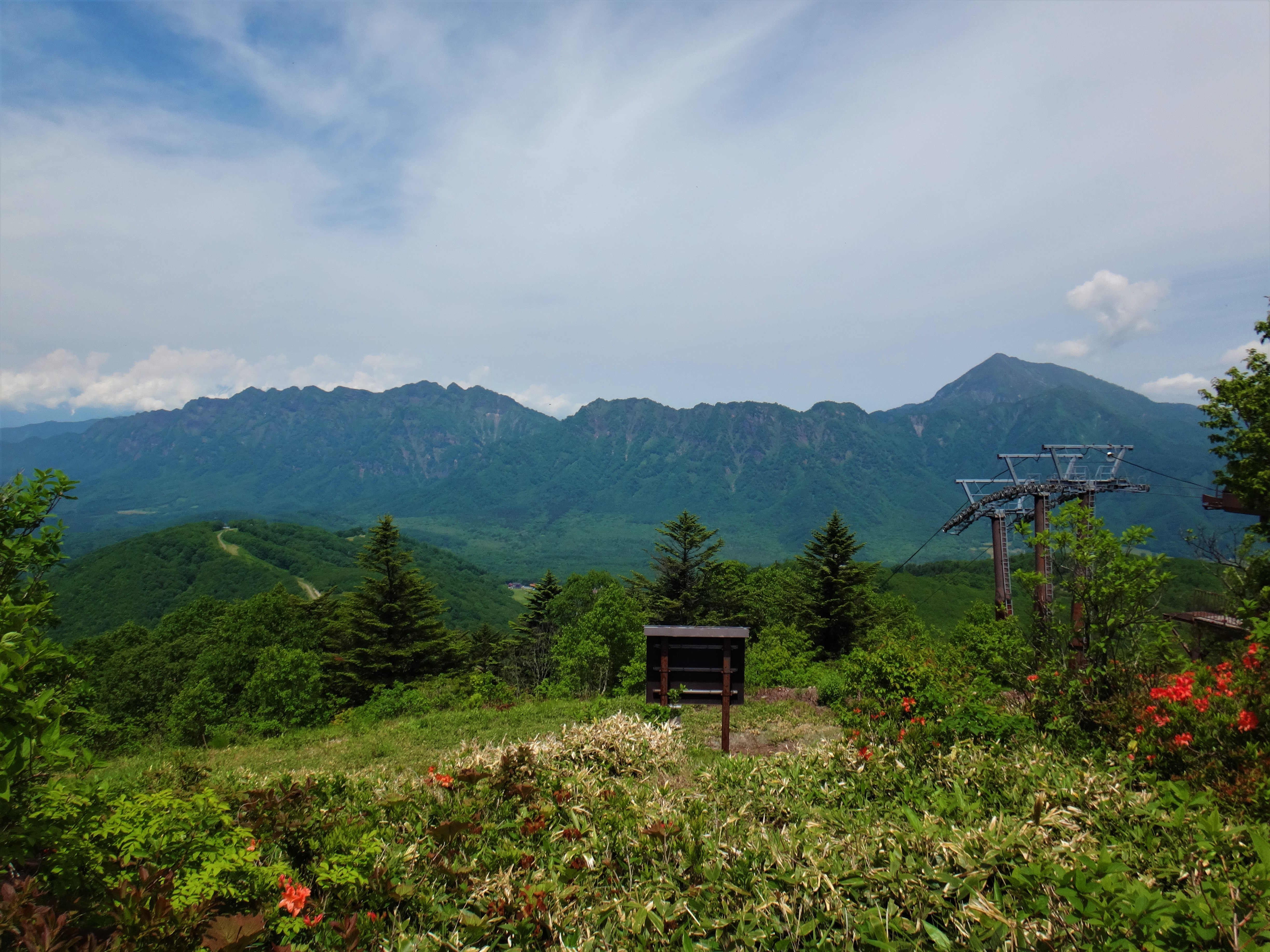
瑪瑙山からの戸隠連峰

## 観光
戸隠山の周辺には国有林の戸隠・大峰自然休養林があり、登山、乗馬、キャンプ等を楽しめる。
また、蕎麦の産地として知られる。鬼女紅葉の伝説でも有名である。
なお、戸隠スキー場は戸隠山ではなく飯縄山の支峰の北西斜面に位置している。

## 位置情報
- 所在地：長野県長野市

- 北緯36度46分13.3秒 東経138度03分18.2秒 / 北緯36.770361度 東経138.055056度
- 高妻山(高田) - 地理院地図
- 戸隠山 - Google マップ

※2005年に長野市へ編入合併するまでは上水内郡戸隠村に位置していた。